# ドイツ鷲勲章
ドイツ鷲勲章（ドイツわしくんしょう、独: Verdienstorden vom Deutschen Adler、英: Order of the German Eagle) は、ナチス・ドイツが制定した勲章。主に海外におけるナチス・ドイツ政権にとっての政治的・軍事的・経済的な協力者に対して、外交上の業績を表彰する為に授与された。また例外的に自国の外交官や外交政策関係者に対しても、他国との友好関係への貢献を讃えるべく授与される場合もあった。等級については当初は6階級に分けられたが、最終的には10階級にまで細分化された。
1937年5月1日、同国のアドルフ・ヒトラー総統自身の発案によって制定され、ベルリン陥落による政権崩壊まで授与が続けられた。ナチス政権の初期から存在する勲章として、政治・軍事関係者以外にも親独的な外国人に対して広く授与され、大国ドイツとの人脈を示す名誉な勲章として扱われた。
しかしナチス・ドイツが敗戦し、またナチ党の非倫理的な蛮行が知られるにつれて、一転して対独協力者としての立場を示す不名誉な経歴となった。

## 授与対象者
ドイツ鷲勲章（ドイツ語: Verdienstorden vom Deutschen Adler）は、アドルフ・ヒトラー政権が他国と関係を結ぶ上で協力的な人々、即ちはナチ党やナチズムに対して好意的な外国人への親愛を示す為に制定された。上の等級では国家指導者や大臣などの政治的要人、下の等級では外交官や企業家などの有力者に授与された。性質上、当然ながら外国人に対する授与が基本であったが、自国民であっても外交上の功績を持つ人物を表彰する場合に例外的に特別授与（Sonderstufe）される事もあった。
具体的には外務大臣と保護国となったボヘミア及びモラヴィア（ベーメン・メーレン保護領）の総督に対して行われ、保護領総督と外務大臣の双方の経験があるコンスタンティン・フォン・ノイラートが特別授与されている。また後任の外務大臣となったヨアヒム・フォン・リッベントロップ、保護領総督の後任を務めたヴィルヘルム・フリックも特別授与を受けている。外務大臣や保護領総督以外には親衛隊全国指導者の地位にあったハインリヒ・ヒムラーも授与されている。

## 形状と等級
マルタ十字型の十字章に「アドラー（黒鷲）がハーケンクロイツ（鉤十字）を掴んでいる」というナチス・ドイツの国章を十字の角に付けたものを基本的な形状とし、それに階級に合わせて剣などの装飾を付け足すという、概ね騎士鉄十字章などと同じくドイツの伝統的な勲章の等級制度を用いた。リボンの色は白・黒・赤、十字章は白色、アドラーは金色が採用された。全体として等級やデザインはプロイセン時代の最高勲章である黒鷲勲章（en:Order of the Black Eagle）や赤鷲勲章（en:Order of the Red Eagle）に倣ったものといえた。

### 6-7等級制（1937年-1943年）
1937年から1943年まで、ドイツ鷲勲章は以下の6等級に分かれた。
- 1 ドイツ鷲勲章大十字章 (Grosskreuz des Ordens vom Deutschen Adler)
- 2 ドイツ鷲勲章功労十字星章 (Verdienstkreuz des Ordens vom Deutschen Adler mit dem Stern)
- 3 ドイツ鷲勲章一級功労十字章 (Verdienstkreuz des Ordens vom Deutschen Adler erster Stufe)
- 4 ドイツ鷲勲章二級功労十字章  (Verdienstkreuz des Ordens vom Deutschen Adler zweiter Stufe)
- 5 ドイツ鷲勲章三級功労十字章 (Verdienstkreuz des Ordens vom Deutschen Adler dritter Stufe)
- 一番下の等級は騎士団勲章ではなくメダルが授与された。
  - 6 ドイツ鷲功労メダル (Deutsche Verdienstmedaille)

1937年9月25日、ドイツ鷲勲章の最高等級として、ダイヤモンド付黄金ドイツ鷲大十字勲章 (Grosskreuz des Deutschen Adlerordens in Gold und Brillanten)を制定し、ムッソリーニへ授与した。1945年のドイツ第三帝国崩壊に至るまで、ダイヤモンド付黄金ドイツ鷲大十字勲章を授与されたのはムッソリーニただ一人である。

### 10等級制（1943年-1945年）
1943年12月27日、ドイツ鷲勲章は以下の10等級に細分化された。通常のドイツ鷲勲章については一級から三級までであったものが、一級から五級までに分化された。またドイツ鷲功労メダルについても銀メダルと銅メダルの二種類に分けられた。
- 1 ダイヤモンド付黄金ドイツ鷲勲章大十字章 (Grosskreuz des Deutschen Adlerordens in Gold und Brillanten)
- 2 黄金ドイツ鷲勲章大十字章 (Goldenes Grosskreuz des Deutschen Adlerordens)
- 3 ドイツ鷲勲章大十字章 (Grosskreuz des Deutschen Adlerordens)
- 4 一級ドイツ鷲勲章 (Deutscher Adlerorden, Erste Stufe)
- 5 二級ドイツ鷲勲章 (Deutscher Adlerorden, Zweite Stufe)
- 6 三級ドイツ鷲勲章 (Deutscher Adlerorden, Dritte Stufe)
- 7 四級ドイツ鷲勲章 (Deutscher Adlerorden, Vierte Stufe)
- 8 五級ドイツ鷲勲章(Deutscher Adlerorden, Fünfte Stufe)
- これより下の等級は騎士団勲章ではなくメダルが授与された。
  - 9  ドイツ鷲功労銀メダル (Silberne Verdienstmedaille)
  - 10 ドイツ鷲功労銅メダル (Bronzene Verdienstmedaille)

## 主な受勲者

### ダイヤモンド付黄金ドイツ鷲勲章大十字章
- 1名
  - ベニート・ムッソリーニ国家統領（イタリア）

### 黄金ドイツ鷲勲章大十字章
- 13名[2]
  - ブルガリア王ボリス3世（ブルガリア）
  - フランシスコ・フランコ総統（スペイン）
  - イオン・アントネスク首相（ルーマニア）
  - ホルティ・ミクローシュ執政（ハンガリー）
  - カール・グスタフ・エミール・マンネルヘイム大統領（フィンランド）
  - リスト・リュティ大統領（フィンランド）
  - 大島浩特命全権大使（日本）
  - ガレアッツォ・チャーノ外務大臣（イタリア）
  - クレモナ市市長ロベルト・ファリナッチ（イタリア）
  - コンスタンティン・フォン・ノイラート外務大臣（ナチス・ドイツ）
  - ヨアヒム・フォン・リッベントロップ外務大臣（ナチス・ドイツ）
  - ヴィルヘルム・フリック保護領総督（ナチス・ドイツ）
  - ハインリヒ・ヒムラー親衛隊全国指導者（ナチス・ドイツ）

### その他の著名な受勲者
- 東條英機（日本） - 日本の軍人及び政治家。陸軍航空総監時代に大十字章を受勲。
- 山本五十六 (日本） - 日本海軍の軍人。連合艦隊司令長官。大十字章を受勲。
- 日独伊三国同盟締結記念

杉山元参謀総長、土肥原賢二航空総監、木村兵太郎陸軍次官（いずれも当時）が、大十字章を受勲。
- ヘンリー・フォード（アメリカ） - フォード社創業者。1938年7月30日、75歳の誕生日を記念して功労十字星章を受勲[2][5]
- チャールズ・リンドバーグ（アメリカ） - アメリカの飛行家。1938年10月19日、功労十字星章を受勲[2]。
- ジェームズ・D・ムーニー <en>（アメリカ） - ゼネラルモーターズ技術者及び役員。一級勲章を受勲[2]。
- トーマス・J・ワトソン（アメリカ） - IBM初代社長。国際商業会議所理事を務めていた1937年、功労メダルを授与される[6]）。
- オーロフ・テルネル陸軍参謀総長 <en>（スウェーデン） - 1940年10月7日、大十字章を受勲[2]。
- スヴェン・ヘディン（スウェーデン） - スウェーデンの登山家。大十字章を受勲[7]。
- カール・ワルデン国防大臣（フィンランド） - 大十字章を受勲[7]。
- ファンニ・ルーッコネン <en>（フィンランド） - フィンランド軍の女性軍人。予備役兵組織（en:Lotta Svärd）の指揮官。1943年5月19日、功労十字星章を受勲。外国人女性としては唯一の例。